# Battaglia di Tauroento
Quella di Tauroento fu una battaglia navale combattuta il 31 luglio del 49 a.C. dalla flotta romana cesariana comandata da Decimo Bruto, ufficiale di Cesare durante la guerra civile, e da una flotta composta da navi marsigliesi e navi romane poste sotto il comando di Lucio Nasidio della fazione degli ottimati.

## Antefatto
La battaglia fu il secondo tentativo operato della forze ostiili a Cesare, dopo quello non riuscito a seguito della battaglia di Marsiglia, di forzare l'assedio della città.
L'assedio di Marsiglia fu ordinato ed organizzato da Cesare, dopo che la città, nel mentre si stavano conducendo trattative tra i notabili e Cesare, il cui intento era quello di giungere il più velocemente possibile in Spagna, su istigazione di Lucio Domizio Enobarbo, si alleò invece con i suoi nemici.
Organizzato l'assedio, Cesare lasciò il comando delle operazioni terrestri a Gaio Trebonio e quelle navali a Decimo Bruto, al quale aveva ordinato di costruire velocemente 12 navi da guerra; terminati i lavori preparatori Cesare proseguì la sua marcia verso la Spagna.
Dopo il primo tentativo, la città di Marsiglia tentò nuovamente di forzare il blocco navale, grazie all'aiuto della flotta comandata da Nasidio.
Nasidio, che dalla Sicilia aveva navigato costeggiando la penisola italiana, arrivò nei pressi di Marsiglia senza che la sua presenza fosse nota agli assedianti. Quindi, riuscì, sempre di nascosto dagli assedianti, ad avvertire della sua presenza Domiziano ed i maggiorenti della città, convincendoli a dare nuovamente battaglia alla flotta comandata da Decimo.

## La battaglia navale
La flotta cesariana contava ora 18 navi; 12 erano quelle fatte costruire su ordine di Cesare ad Arles a cui si erano aggiunte 6 navi sottratte ai marsigliesi durante la battaglia di Marsiglia.
I marsigliesi, le cui forze a seguito della battaglia combattuta il 27 giugno si erano ridotte a 8 unità, costruirono, in circa un mese, 9 nuove navi, reintegrando così il numero originario di navi a loro disposizione. Anche Nasidio comandava una flotta di 17, per cui il numero complessivo di navi a disposizione delle forze anti cesariane era di 34 navi.
La battaglia fu combattuta a Tauroento (l'odierna Saint-Cyr-sur-Mer), piazzaforte dei marsigliesi, dove la flotta pompeiana e quella marsigliese si riunirono.
(Giulio Cesare, Guerra Civile, II, 6.)
Nonostante la superiorità numerica e il valore dei marsigliesi, anche questa volta i cesariani riuscirono a sconfiggere i nemici, mantenendo il blocco sulla città.
Nasidio, vista la piega che stava prendendo la battaglia, preferì abbandonare i suoi alleati e far rotta verso la Spagna per portare aiuto ai pompeiani che lì si trovavano; la flotta navale marisigliese fu quasi interamente distrutta o catturata, tanto che rientrarono in porto solo 7 delle 17 navi partite per la battaglia.

## Conseguenze
La vittoria ebbe come conseguenza la fuga dalla città di Lucio Domizio Enobarbo, anch'esso diretto verso la Spagna, ma più importante fu il mantenimento del blocco alla città, che entro pochi mesi avrebbe capitolato agli assedianti.